# Denia Caballero
Denia Caballero, född 13 januari 1990, är en kubansk friidrottare som tävlar i diskuskastning. Cabalero tog VM-guld 2015 och deltog vid olympiska sommarspelen 2012.